# La Chasse (Francesco)
Pour les articles homonymes, voir La Chasse.
La Chasse est un long panneau peint horizontal datant du XVe siècle, entre 1450 et 1460, conservé au musée des Augustins de Toulouse.

## Présentation
Cette œuvre est à l'image d'une production laïque de la peinture italienne médiévale, généralement plutôt très largement issue de la commande religieuse. Le panneau horizontal dit La Chasse du musée des Augustins a surement été réalisé à l’initiative d’un puissant commanditaire de l’aristocratie toscane du XVe siècle. Il illustre le goût de cette élite pour des scènes courtoises issues du répertoire médiéval. Il déroule sur plus de deux mètres un décor de scènes de chasse au sein d’un paysage florentin, laissant apparaitre derrière les remparts de la ville le Duomo de Brunelleschi. Séparées par un pont de pierre au centre de la composition, deux scènes de chasse, l’une au sanglier et l’autre au cerf, se déroulent de part et d’autre de celui-ci. Les personnages de la chasse au cerf sont à cheval et vêtus de très riches étoffes qui contrastent avec le costume des chasseurs de sanglier.

## Nature de l'objet
Cette peinture a pu être identifiée comme un panneau de cassone, c’est-à-dire un panneau appartenant à un coffre offert à l’occasion des mariages, mais ses dimensions indiquent plutôt qu’il s’agissait d’un spalliera ou « dossier » placé au niveau de l’épaule, au-dessus de ces cassones.

## Provenance et acquisition
Cette œuvre MNR récupérée en Allemagne après la seconde guerre mondiale a été déposée en 1959 au musée des Augustins. Si l’origine de cette peinture à scènes de chasse est inconnue, l’historienne Ellen Callman propose de le rattacher à une description donnée par l’inventaire du palais ducal d’Urbino correspondant assez exactement à ce dernier : "quadro uno di tavola lunga pinto di caccie uno di cervo e l'altra del porco conghiale, in mezzo vi è un ponte" (un tableau sur un long panneau représentant des chasses, l'une au cerf, l'autre au sanglier, au milieu, il y a un pont). Il s’agirait donc d’un élément décoratif du palais ducal d’Urbino, commandé par Frédéric de Montefletro à l'occasion de son second mariage.

Anonyme Florentin, "La Chasse", panneau de cassone, 1650-1660, tempera sur bois de peuplier, H 28,4 ; L 238,4 cm, Musée des Augustins de Toulouse.